# John Lennon/Plastic Ono Band
John Lennon/Plastic Ono Band ist das erste Solo-Studioalbum von John Lennon nach der Trennung der Beatles. Gleichzeitig ist es einschließlich der drei Avantgarde-Alben mit seiner Frau Yoko Ono und des Livealbums der Plastic Ono Band das insgesamt fünfte Album John Lennons. Es wurde am 11. Dezember 1970 in Großbritannien und am 14. Dezember 1970 in den USA veröffentlicht.
Es ist bekannt für seine kritischen und aufrüttelnden Texte und wird von einigen Kritikern als das „ehrlichste Rockalbum“ aller Zeiten betitelt.

## Entstehungsgeschichte

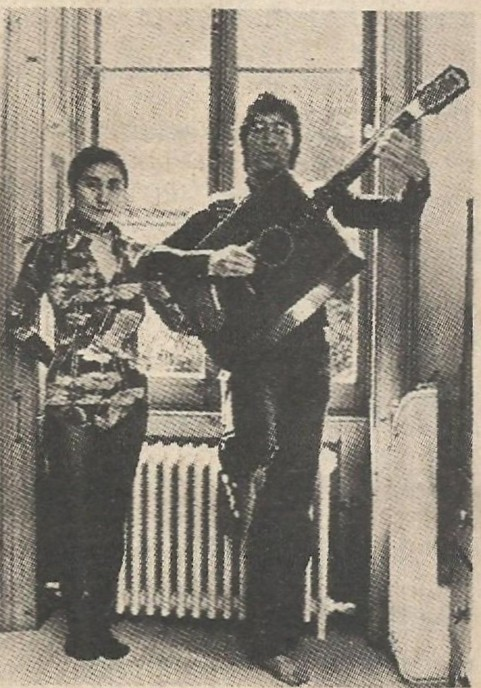
John Lennon und Yoko Ono, 1971

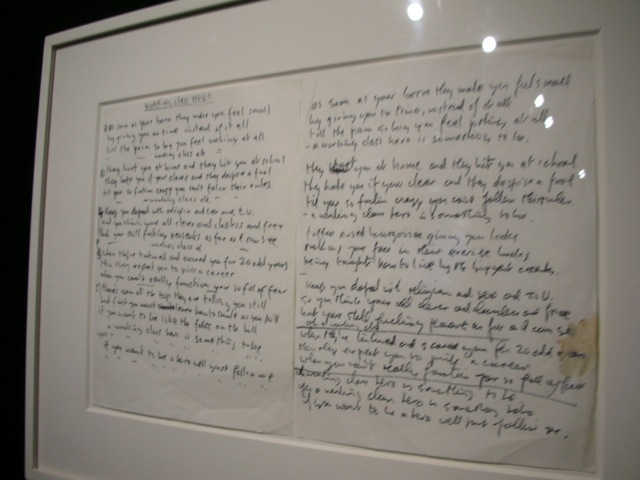
Handgeschriebener Text zu Working Class Hero

Vor Erscheinen des ersten Studioalbums John Lennon/Plastic Ono Band veröffentlichte John Lennon und Yoko Ono unter den Bezeichnungen Plastic Ono Band sowie John Lennon with the Plastic Ono Band drei Singles, wobei John Lennon jeweils die A-Seite und Yoko Ono die B-Seite besang:
- Give Peace a Chance / Remember Love (Plastic Ono Band – Erscheinungsdatum: 4. Juli 1969 [USA: 7. Juli 1969])[3]
- Cold Turkey / Don’t Worry Kyoko (Mummy’s Only Looking for a Hand in the Snow) (Plastic Ono Band – Erscheinungsdatum: 17. Oktober 1969 [USA: 20. Oktober 1969])[4]
- Instant Karma! (We All Shine On) / Who Has Seen the Wind (John Lennon with the Plastic Ono Band – Erscheinungsdatum: 6. Februar 1970 [USA: 20. Februar 1970])[5]

Keine der Single-A-Seiten sollte für das erste Album verwendet werden.
Ab April 1970 unterzogen sich John Lennon und Yoko Ono in London für vier Wochen der Primärtherapie bei Arthur Janov, es folgten vier weitere Monate in Los Angeles in Kalifornien, während dieser Zeit schrieb Lennon mehrere Titel, die seine persönliche Situation, Ärger, Ängste und Probleme widerspiegelten.
Arthur Janov entwickelte psychotherapeutische Behandlungsmethode, der Primärtherapie, diese basiert auf der Annahme, dass frühkindliche katastrophale schmerzhafte (traumatische) psychobiologische Erfahrungen und Erlebnisse die gesamte Entwicklung und das spätere Leben von Menschen nachhaltig negativ beeinflussen können und dass durch Wiedererleben dieser Erfahrungen und Erlebnisse ihre negativen Auswirkungen gemildert und verringert werden können.
John Lennon sagte 1970 dazu: „Und kurz gesagt, die Primärtherapie erlaubte uns, Gefühle kontinuierlich zu fühlen, und diese Gefühle bringen Sie normalerweise zum Weinen. Das ist alles. Vorher fühlte ich die Sachen nicht – ich hatte Blockaden für die Gefühle, und die Gefühle kommen durch, du weinst. So einfach ist das.“
Obwohl die Therapie von John Lennon und Yoko Ono nicht abgeschlossen wurde, setzte sich Lennon mit diversen Themen auseinander und verarbeitete diese musikalisch: elternlose Kindheit, Tod der Mutter, Religionen, Idole und Vaterfiguren, Einsamkeit und die Auflösung der Beatles sowie weitere.
I Found Out (Aufnahme: 27. Sept., 7. Okt.) handelt von Selbsterkenntnis und der Verschmähung von Ablenkungen, wie Drogen, Sex und Religion, die einen laut Meinung von John Lennon nach der Suche nach der „Wirklichkeit“ behindern. In Australien wurde auf dem Album eine längere Version des Liedes I Found Out veröffentlicht.
Das Lied My Mummy’s Dead (Aufnahme: Sommer) wurde als Demoversion veröffentlicht und behandelt den Schmerz, den John Lennon durch den Tod seiner Mutter erleidet, während Mother (Aufnahme: 27. Sept., 15., 17. Okt.)  das Verlassenwerden durch seine Mutter und seinen Vater behandelt.
Beim Lied Isolation (Aufnahme: 6. Okt.) singt Lennon über die gefühlte Einsamkeit von ihm und seiner Frau.
Im Lied Remember (Aufnahme: 9., 19. Okt.) drückt John Lennon seine Verbitterung und Enttäuschung über vergangene Geschehnisse aus, diese sollten aber nicht zu einer gegenwärtigen Traurigkeit oder Bedauern führen, bei Working Class Hero (Aufnahme: 27. Sept., 25. Okt.) analysiert John Lennon die Situation der Arbeiterklasse und führt an, dass sie sich ausbeuten und betrügen lasse und beendete das Lied mit dem Satz: „Wenn Du ein Held sein willst, folge mir“.
Beim Lied God (Aufnahme: 9., 18. Okt.) definierte John Lennon am Anfang des Liedes „Gott als Konzept, an dem wir unserem Schmerz messen können“, danach folgt eine Aufzählung von Idolen, denen der Zuhörer keinen Glauben schenken sollte; am Ende des Liedes singt er “I don’t believe in Beatles; I just believe in me. Yoko and me. And that’s reality”. Der angeschlossene Teil des Liedes beginnt mit der Aussage, dass der Traum vorbei sei, aber dass man nun weitermachen müsse. Das Lied wurde auch dahingehend interpretiert, dass John Lennon sich von den Beatles distanzierte und dass er eine Weiterführung der Gruppenarbeit nicht anstrebte.
Eine positive Aussage beinhaltet Hold On (Aufnahme: 30. Sept.), das zum Durchhalten auffordert, damit sich der Erfolg einstellen wird.
Look at Me (Aufnahme: 15.,17., 18. Okt.) wurde im Jahr 1968 während der Vorbereitungszeit für das Album The Beatles geschrieben und behandelt seine Unsicherheit gegenüber seiner Partnerin, es ist aber auch ein Liebeslied.
Love (Aufnahme: 19. Okt.) ist ebenfalls ein Liebeslied, dessen Klaviereinleitung sehr leise beginnt und dann allmählich hochgesteuert und damit hörbar wird, das Ende des Liedes wird ebenfalls langsam ausgesteuert.
Der Inhalt des Textes von Well Well Well (Aufnahme: 27. Sept., 18. Okt.) ist nicht offensichtlich und ist somit interpretierbar.
Die Aufnahmen begannen zwei Tage nach der Rückkehr aus den USA am 26. September 1970 und endeten am 27. Oktober 1970. Die Musik wurde minimalistisch eingespielt, so spielte Billy Preston lediglich bei dem Titel God und Phil Spector bei dem Titel Love Klavier; ansonsten wurden nur Gitarre und Klavier von John Lennon, Bass von Klaus Voormann und Schlagzeug von Ringo Starr eingespielt. Der Produktionsstil von Phil Spector spiegelte sich auf diesem Album nicht wider, was auch darauf zurückzuführen ist, dass er nur gegen Ende der Produktion für drei Tage am Album mitarbeitete. Nachdem die Sessions im Gange waren, veröffentlichte Lennon im Oktober 1970 eine ganzseitige Anzeige im Billboard-Magazin, in der es einfach hieß: "Phil! John ist dieses Wochenende bereit. Ringo Starr erinnerte sich nicht an die Produktionstätigkeit von Spector: „Ich habe keine wirkliche Erinnerung daran, dass Phil diese Platte überhaupt produziert hat. Ich erinnere mich, dass er später hereinkam, aber ich hatte nie das Gefühl, dass Phil dachte, oh, er hat diese Platte produziert. Wirklich, der Toningenieur nahm auf, was wir taten, und John mischte es.“
John Lennon sagte abschließend zum Album: „Das Plastic Ono Band Album war nett und minimal. Nur meine Gitarre oder mein Klavier und Bass und Schlagzeug. Ich denke, es ist das Beste, was ich je gemacht habe. Die Poesie auf diesem Album ist allem überlegen, was ich gemacht habe, weil es nicht selbstbewusst ist. Ich hatte die geringsten Probleme beim Schreiben der Songs. Es gibt keinen Bullshit. Es ist realistisch und es ist für mich wahr.“
Während der Aufnahmesessions wurde am 8. Oktober 1970 auch das Album Yoko Ono/Plastic Ono Band  von Yoko Ono fertiggestellt, die Musik und die Texte wirken improvisiert und noch minimalistischer als beim Album von John Lennon. Beide Alben wurden parallel mit ähnlicher Covergestaltung veröffentlicht.
Zwei weitere Lieder, beides Fremdkompositionen, der Aufnahmesessions wurden später veröffentlicht: Long Lost John (Traditional) erschien im November 1998 auf dem Boxset John Lennon Anthology und Honey Don’t wurde auf der Bonus-CD Home Tapes der Signature Box im Oktober 2010 veröffentlicht.
Es wurden noch weitere Rock-’n’-Roll-Lieder aufgenommen, die aber bis 2021 nur auf Bootlegs veröffentlicht wurden: That’s All Right (Mama), Glad All Over, Don’t Be Cruel, Hound Dog und Matchbox. Als Demo wurde noch das Lied When a Boy Meets a Girl aufgenommen, ob auch eine Studioversion existiert, ist nicht nachweisbar. Weitere Lieder erschienen auf der 2021er Wiederveröffentlichung des Albums.
Im Jahr 2003 setzte die Musikzeitschrift Rolling Stone das Album John Lennon/Plastic Ono Band auf Platz 22 ihrer Liste der 500 besten Alben aller Zeiten.

## Covergestaltung
Die Covergestaltung erfolgte von John Lennon und Yoko Ono. Das Coverfoto stammt von Dan Richter.

## Titelliste
Alle Titel des Albums wurden von John Lennon komponiert.
Seite 1
1. Mother – 5:34
2. Hold On – 1:52
3. I Found Out – 3:37
4. Working Class Hero – 3:48
5. Isolation – 2:51

Seite 2
1. Remember – 4:33
2. Love – 3:21
3. Well Well Well – 5:59
4. Look at Me – 2:53
5. God – 4:09
6. My Mummy’s Dead – 0:59

## Wiederveröffentlichungen

### Wiederveröffentlichungen bis 2010
- Die Erstveröffentlichung im CD-Format erfolgte am 5. April 1988. Der CD liegt ein achtseitiges bebildertes Begleitheft bei, das die Liedtexte und Informationen zum Album beinhaltet.[20]
- Im Oktober 2000 wurde das Album in einer remasterten und neu abgemischten Version mit zwei Bonusstücken, die aber von späteren Aufnahmesessions stammen, wiederveröffentlicht.[21]

Bonustitel
1. Power to the People – 3:22
2. Do the Oz – 3:07

Die Neuabmischung erfolgte im Frühling/Sommer 2000 in den Abbey Road Studios unter der Aufsicht von Yoko Ono. Der Remix-Ingenieur war Peter Cobbin. Das Lied Do the Oz wurde von Phil Nicolo neu abgemischt. Für das Remastering war Steve Rooke verantwortlich. Projektkoordinator war Allan Rouse. Der CD liegt ein zwölfseitiges bebildertes Begleitheft bei, das Information zum Album und die Liedtexte enthält. Anlässlich der Wiederveröffentlichung wurde in den USA das aus sechs Titeln bestehende Promotion-Kompilationalbum Starting Over für die Alben John Lennon/Plastic Ono Band, Imagine und Double Fantasy mit Interviewausschnitten von John Lennon und Kommentaren von Yoko Ono veröffentlicht.
- Die CD-Veröffentlichung aus dem Jahr 2000 wurde von Mobile Fidelity Sound Lab (MFSL) neu gemastert und erschien im November 2003 als – mit 24 Karat vergoldeter – CD in einer limitierten Auflage. Der CD liegt ein zwölfseitiges bebildertes Begleitheft bei, das mit der 2000er Version nahezu identisch ist.[23]
- Im Oktober 2010 wurde das Album in einer erneut remasterten Version, diesmal in der originalen Abmischung wiederveröffentlicht. Das Remastering fand im Jahr 2010 in den Abbey Road Studios durch Paul Hicks und Sean Magee statt. Projektkoordinator war Allan Rouse. Das Album hat ein aufklappbares Pappcover, dem ein zwölfseitiges bebildertes Begleitheft beigegelegt ist, das Informationen zum Album und die Liedtexte beinhaltet. Das Design stammt von der Firma Peacock und Karla Merrifield.[24]

### 2021er Wiederveröffentlichung
Am 23. April 2021 erschien die bisher inhaltlich umfangreichste Wiederveröffentlichung der John Lennon/Plastic Ono Band-Aufnahmen. Die Lieder des Albums wurden von Paul Hicks in den Abbey Road Studios und den The Hix Factory Studios neu abgemischt. Für die Neuabmischung gab Yoko Ono die Anweisung, dass der Sound des Albums und der Gesang von John Lennon klarer hörbarer werden sollten. Darüber hinaus wurde auch eine 5.1-Abmischung hergestellt. Laut Paul Hicks wurde mehr Zeit für die Audiorestaurierung und weniger für die Abmischungen, im Vergleich zum Imagine Album, verwendet. Das Mastering der CDs erfolgte von Simon Gibson in den Abbey Road Studios. Das Mastering des Vinyl-Doppelalbums erfolgte von Alex Wharton ebenfalls in den Abbey Road Studios. Das Design der Wiederveröffentlichung erfolgte von Simon Hilton und Darren Evans.

#### Einfach-CD
Dem Album John Lennon/Plastic Ono Band wurden drei Bonusstücke hinzugefügt, die im Jahr 1969 und 1970 aufgenommen wurden. Die CD hat ein aufklappbares Pappcover. Der CD ist ein 20-seitiges Begleitheft beigelegt, das Informationen zum Album, Fotos und die Liedtexte beinhaltet.
1. Mother – 5:36
2. Hold On – 1:52
3. I Found Out – 3:38
4. Working Class Hero – 3:48
5. Isolation – 2:52
6. Remember – 4:33
7. Love – 3:23
8. Well Well Well – 5:57
9. Look At Me – 2:54
10. God – 4:13
11. My Mummy’s Dead – 0:52
12. Give Peace A Chance – 4:54
13. Cold Turkey – 5:03
14. Instant Karma! (We All Shine On) – 3:21

#### Doppel-CD
Die CDs sind in einem auf zwei Seiten aufklappbaren Pappcover eingelegt. Der CD ist ein 20-seitiges Begleitheft beigelegt, das Informationen zum Album, Fotos und die Liedtexte beinhaltet. Der Doppel-CD ist ein WAR IS OVER – Miniposter beigelegt. Die Doppel-CD, das Begleitheft sowie das Poster befinden sich in einem Pappschuber.
- CD 1 – siehe Einfach CD
- CD 2

1. Mother/Take 61 – 4:18
2. Hold On/Take 2 – 2:11
3. I Found Out/Take 1 – 3:46
4. Working Class Hero/Take 1 – 3:50
5. Isolation/Take 23 – 2:51
6. Remember/Rehearsal 1 – 3:11
7. Love/Take 6 – 2:36
8. Well Well Well/Take 2 – 3:35
9. Look At Me/Take 2 – 2:50
10. God/Take 27 – 4:06
11. My Mummy’s Dead/Take 2 – 1:15
12. Give Peace A Chance/Take 2 – 6:01
13. Cold Turkey/Take 1 – 5:24

#### Vinyl-Doppelalbum
Das Vinyl-Doppelalbum wurde auf schwarzem Vinyl gepresst, es enthält das WAR IS OVER-Poster und das achtseitige Begleitheft Who are the Plastic Ono Band?. Während die erste Innenhülle der Originalinnenhülle nachempfunden ist, enthält die zweite Innenhülle Informationen zu den Liedern und dem Album. Das Schallplattencover ist aufklappbar.
Seite 1
1. Mother
2. Hold On
3. I Found Out
4. Working Class Hero
5. Isolation

Seite 2
1. Remember
2. Love
3. Well Well Well
4. Look At Me
5. God
6. My Mummy’s Dead

Seite 3
1. Mother/Take 91
2. Hold On/Take 18
3. I Found Out/Take 7
4. Working Class Hero/Take 10
5. Isolation/Take 1

Seite 4
1. Remember/Take 1
2. Love/Take 9
3. Well Well Well/Take 5
4. Look At Me/Take 3
5. God/Take1
6. My Mummy’s Dead/Take 2

#### Box-Set
Das Box-Set beinhaltet sechs CDs, zwei Blu-Ray Discs und ein 132-seitiges Hardcoverbuch. Die sechs CDs sind in einem zweifach aufklappbaren Pappcover eingelegt. Die beiden Blu-Rays sind in einem einfach aufklappbaren Pappcover eingelegt. Das Buch und die beiden Pappcover, sowie das WAR IS OVER-Poster und zwei Postkarten befinden sich in einem (24,4 cm × 25 cm) Pappschuber. Das Buch enthält neben Fotos, die während der Entstehung des Albums entstanden sind, umfangreiche Informationen zu den Aufnahmen und der Entstehung des Albums sowie über die einzelnen Lieder sowie Zeichnungen von Klaus Voormann. Der Inhalt der sechs CDs befindet sich ebenfalls auf den beiden Blu-ray Discs im High Definition 24-96 Format, die zusätzlich noch die 5.1-Abmischungen sowie die Livesessions zu den Aufnahmen des Albums Yoko Ono/Plastic Ono Band und weitere Versionen/Abmischungen/Demos des Albums John Lennon/Plastic Ono Band beinhalten.
- CD 1 – THE ULTIMATE MIXES Album & Singles New Mixes (53 Min.)

1. Mother – 5:36
2. Hold On – 1:52
3. I Found Out – 3:38
4. Working Class Hero – 3:48
5. Isolation – 2:52
6. Remember – 4:33
7. Love – 3:23
8. Well Well Well – 5:57
9. Look At Me – 2:54
10. God – 4:13
11. My Mummy’s Dead – 0:52
12. Give Peace A Chance – 4:54
13. Cold Turkey – 5:03
14. Instant Karma! (We All Shine On) – 3:21

- CD 2 – THE ULTIMATE MIXES/THE OUT-TAKES Album & Singles New Mixes (49 Min.)

1. Mother/Take 61 – 4:18
2. Hold On/Take 2 – 2:11
3. I Found Out/Take 1 – 3:46
4. Working Class Hero/Take 1 – 3:50
5. Isolation/Take 23 – 2:51
6. Remember/Rehearsal 1 – 3:11
7. Love/Take 6 – 2:36
8. Well Well Well/Take 2 – 3:35
9. Look At Me/Take 2 – 2:50
10. God/Take 27 – 4:06
11. My Mummy’s Dead/Take 2 – 1:15
12. Give Peace A Chance/Take 2 – 6:01
13. Cold Turkey/Take 1 – 5:24
14. Instant Karma! (We All Shine On)/Take 5 – 2:53

- CD 3 – THE ELEMENTS MIXES Album & Singles New Mixes (60 Min.)

1. Mother – 5:00
2. Hold On – 1:53
3. I Found Out – 5:25
4. Working Class Hero – 3:11
5. Isolation – 2:44
6. Remember – 8:38
7. Love – 5:40
8. Well Well Well – 5:57
9. Look At Me – 2:57
10. God – 4:09
11. My Mummy’s Dead – 0:53
12. Give Peace A Chance – 4:54
13. Cold Turkey – 5:03
14. Instant Karma! (We All Shine On) – 3:21

- CD 4 – THE RAW STUDIO MIXES Album & Singles New Mixes (74 Min.)

1. Mother/Take 64 – 5:12
2. Hold On/Take 32 – 1:52
3. I Found Out/Take 3 Extended – 5:34
4. Working Class Hero/Take 9 – 4:08
5. Isolation/Take 29 – 2:52
6. Remember/Take 13 – 4:59
7. Love/Take 37 – 4:27
8. Well Well Well/Take 4 Extended – 6:47
9. Look At Me/Take 9 – 3:08
10. God/Take 42 – 4:27
11. My Mummy’s Dead/Take 1 – 0:53
12. Give Peace A Chance/Take 4 Extended – 6:35
13. Cold Turkey/Take 2 – 5:06
14. Instant Karma! (We All Shine On)/Take 10 – 3:38
15. Mother/Take 91 – 4:00
16. I Found Out/Take 7 – 7:51
17. God/Take 1 – 2:28

- CD 5 – THE EVOLUTION DOCUMENTARY Album Only New Mixes (73 Min.)

1. Mother – 9:16
2. Hold On – 8:46
3. I Found Out – 6:01
4. Working Class Hero – 3:34
5. Isolation – 9:39
6. Remember – 7:02
7. Love – 7:37
8. Well Well Well – 4:50
9. Look At Me – 5:51
10. God – 8:10
11. My Mummy’ s Dead – 1:36

- CD 6 – THE JAMS & THE DEMOS Live & Improvised (71 Min.)

1. Johnny B. Goode (Jam) (Chuck Berry) – 1:02
2. Ain’t That A Shame (Jam) (Antoine Domino, Dave Bartholomew) – 1:54
3. Hold On (1) (Jam) – 2:22
4. Hold On (2) (Jam) – 1:37
5. Glad All Over (Jam) (Aaron Schroeder, Sid Tepper, Roy Bennett) – 1:12
6. Be Faithful To Me (Jam) – 0:44
7. Send Me Some Lovin’ (Jam) (John S. Marascalso, Leo Price) – 1:06
8. Get Back (Jam) (Lennon/McCartney) – 1:05
9. Lost John (1) (Jam) (Traditional) – 1:56
10. Goodnight Irene (Jam) (Lead Belly) – 1:51
11. You’ll Never Walk Alone (Parody) (Jam) (Oscar Hammerstein II) – 1:44
12. I Don’t Want To A Soldier Mama I Don’t Wanna Die (1) (Jam) – 3:30
13. It’ll Be Me (Jam) (Jack Clement) – 1:08
14. Honey Don’t (Jam) (Carl Perkins) – 1:39
15. Elvis Parody (Don’t Be Cruel/Hound Dog/When I’m Over You) (Jam) (Otis Blackwell / Jerry Leiber, Mike Stoller / Shirl Milete) – 2:48
16. Matchbox (Jam) (Carl Perkins) – 1:57
17. I’ve Got A Feeling (Jam) (Lennon/McCartney) – 0:20
18. Mystery Train (Jam) (Junior Parker) – 2:44
19. You’re So Square (Jam) (Leiber, Stoller) – 0:29
20. I Don’t Want To Be A Soldier Mama I Don’t Wanna Die (2) (Jam) – 1:46
21. Lost John (2) (Jam) (Traditional) – 0:48
22. Don’t Worry Kyoko (Mummy’s Only Looking For A Hand In The Snow) (Jam) (Yoko Ono) – 2:07
23. Mother (Home Demo) – 5:00
24. Hold On (Studio Demo) – 2:18
25. I Found Out (Home Demo) – 4:09
26. Working Class Hero (Studio Demo) – 3:50
27. Isolation (Studio Demo) – 2:55
28. Remember (Studio Demo) – 5:24
29. Love (Home Demo) – 2:39
30. Well Well Well (Home Demo) – 1:16
31. Look At Me (Home Demo) – 2:49
32. God (Home Demo) – 3:52
33. My Mummy’s Dead (Home Demo) – 1:18

- Blu-ray 1
- THE ULTIMATE MIXES Album & Singles New Mixes

1. Mother
2. Hold On
3. I Found Out
4. Working Class Hero
5. Isolation
6. Remember
7. Love
8. Well Well Well
9. Look At Me
10. God
11. My Mummy’s Dead
12. Give Peace A Chance
13. Cold Turkey
14. Instant Karma! (We All Shine On)

- THE ULTIMATE MIXES/THE OUT-TAKES New Mixes

1. Mother/Take 61
2. Hold On/Take 2
3. I Found Out/Take 1
4. Working Class Hero/Take 1
5. Isolation/Take 23
6. Remember/Rehearsal 1
7. Love/Take 6
8. Well Well Well/Take 2
9. Look At Me/Take 2
10. God/Take 27
11. My Mummy’s Dead/Take 2
12. Give Peace A Chance/Take 2
13. Cold Turkey/Take 1
14. Instant Karma! (We All Shine On)/Take 5

- THE ELEMENTS MIXES Album & Singles New Mixes

1. Mother
2. Hold On
3. I Found Out
4. Working Class Hero
5. Isolation
6. Remember
7. Love
8. Well Well Well
9. Look At Me
10. God
11. My Mummy’s Dead
12. Give Peace A Chance
13. Cold Turkey
14. Instant Karma! (We All Shine On)

- THE DEMOS Album & Singles New Mixes & Remasters (* nicht auf CD enthalten)

1. Mother (Home Demo)
2. Hold On (Studio Demo)
3. I Found Out (Home Demo)
4. Working Class Hero (Studio Demo)
5. Isolation (Studio Demo)
6. Remember (Studio Demo)
7. Love (Home Demo)
8. Well Well Well (Home Demo)
9. Look At Me (Home Demo)
10. God (Home Demo)
11. My Mummy’s Dead (Home Demo)
12. Give Peace A Chance (Home Demo)*
13. Cold Turkey (Home Demo)*
14. Instant Karma! (Studio Demo)*

- Blu-ray 2

THE RAW STUDIO MIXES Album & Singles New Mixes
1. Mother/Take 64
2. Hold On/Take 32
3. I Found Out/Take 3 Extended
4. Working Class Hero/Take 9
5. Isolation/Take 29
6. Remember/Take 13
7. Love/Take 37
8. Well Well Well/Take 4 Extended
9. Look At Me/Take 9
10. God/Take 42
11. My Mummy’s Dead/Take 1
12. Give Peace A Chance/Take 4 Extended
13. Cold Turkey/Take 2
14. Instant Karma! (We All Shine On)/Take 10

- THE RAW STUDIO MIXES/THE OUT-TAKES New Mixes (* nicht auf CD enthalten)

1. Mother/Take 91
2. Hold On/Take 18*
3. I Found Out/Take 7
4. Working Class Hero/Take 10*
5. Isolation/Take 1*
6. Remember/Take 1*
7. Love/Take 9*
8. Well Well Well/Take 5*
9. Look At Me/Take 3*
10. God/Take 1
11. My Mummy’s Dead/Take 2*
12. Give Peace A Chance/Take 4*
13. Cold Turkey/Take 2*
14. Instant Karma! (We All Shine On)/Take 5*

- THE EVOLUTION DOCUMENTARY Album & Singles New Mixes (* nicht auf CD enthalten)

1. Mother
2. Hold On
3. I Found Out
4. Working Class Hero
5. Isolation
6. Remember
7. Love
8. Well Well Well
9. Look At Me
10. God
11. My Mummy’s Dead
12. Give Peace A Chance*
13. Cold Turkey*
14. Instant Karma (We All Shine On)*

- THE JAMS/LIVE AND IMPROVISED Live and Improvised New Mixes

1. Johnny B. Goode
2. Ain’t That A Shame
3. Hold On (1)
4. Hold On (2)
5. Glad All Over
6. Be Faithful To Me
7. Send Me Some Lovin’
8. Get Back
9. Lost John (1)
10. Goodnight Irene
11. You’ll Never Walk Alone (Parody)
12. I Don’t Want To Be To be A Soldier Mama I Don’t Wanna Die (1)
13. It’ll Be Me
14. Honey Don’t
15. Elvis Parody (Don’t Be Cruel/Hound Dog/When I’m Over You)
16. Matchbox
17. I’ve Got a Feeling
18. Mystery Train
19. You’re So Square
20. I Don’t Want To Be A Soldier Mama I Don’t Wanna Die (2)
21. Lost John (2)
22. Don’t Worry Kyoko (Mummy’s Only Looking For A Hand In The Snow)

- YOKO ONO/PLASTIC ONO BAND – THE LIVE SESSIONS (* nicht auf CD enthalten)

1. Why*
2. Why Not*
3. Greenfield Morning I Pushed An Empty Carriage All Over The City*
4. Touch Me*
5. Paper Shoes*
6. Life*
7. Omae No Okaa Wa*
8. I Lost Myself Somewhere In The Sky*
9. Remember Love*
10. Don’t Worry Kyoko*
11. Who Has Seen The Wind*

## Videoveröffentlichung
Im Mai 2008 wurde die Dokumentations-DVD John Lennon/Plastic Ono Band …the Definitive Authorised Story of the Album veröffentlicht.

## Single-Auskopplungen

### Mother

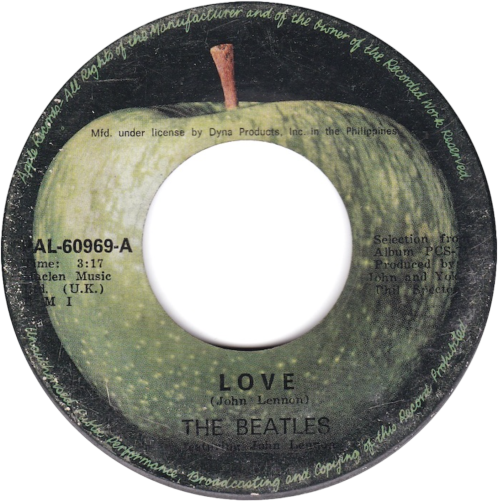
A-Seite Love, Philippinen

Als Single wurde in den USA und Deutschland am 28. Dezember 1970 Mother (editierte Version) / Why (von Yoko Ono) aus dem Album ausgekoppelt.
Auf den Philippinen erschien 1970 die Single Mother mit der B-Seite Isolation. Als Interpreten wurden auf dem Schallplattenlabel irrtümlich ‚The Beatles‘ aufgeführt.

### Love
Eine weitere Single wurde nicht mehr zeitnah veröffentlicht; Love (B-Seite: Give Me Some Truth vom Album Imagine) mit neuer Abmischung erschien am 1. November 1982 in Großbritannien und Deutschland.
Auf den Philippinen erschien 1970/1971 die Single Love / Remember. Als Interpret wurde auf dem Schallplattenlabel irrtümlich erneut ‚The Beatles‘ aufgeführt.

### Weitere Singles
In Mexiko wurde im Jahr 1972 eine EP mit folgenden Liedern veröffentlicht: Mother / My Mummy’s Dead / Look At Me / Isolation.

## Chartplatzierungen
Album

| Jahr | Titel                                                 | Höchstplatzierung, Gesamtwochen/‑monate, AuszeichnungChartplatzierungen (Jahr, Titel, Platzierungen, Wochen/Monate, Auszeichnungen, Anmerkungen) | Höchstplatzierung, Gesamtwochen/‑monate, AuszeichnungChartplatzierungen (Jahr, Titel, Platzierungen, Wochen/Monate, Auszeichnungen, Anmerkungen) | Höchstplatzierung, Gesamtwochen/‑monate, AuszeichnungChartplatzierungen (Jahr, Titel, Platzierungen, Wochen/Monate, Auszeichnungen, Anmerkungen) | Höchstplatzierung, Gesamtwochen/‑monate, AuszeichnungChartplatzierungen (Jahr, Titel, Platzierungen, Wochen/Monate, Auszeichnungen, Anmerkungen) | Höchstplatzierung, Gesamtwochen/‑monate, AuszeichnungChartplatzierungen (Jahr, Titel, Platzierungen, Wochen/Monate, Auszeichnungen, Anmerkungen) | Anmerkungen                                                 |
| Jahr | Titel                                                 | DE | AT | CH | UK | US | Anmerkungen                                                 |
| ---- | ----------------------------------------------------- | --- | --- | --- | --- | --- | ----------------------------------------------------------- |
| 1970 | John Lennon/Plastic Ono Band                          | DE39 (1 Mt.)DE | — | — | UK8 (11 Wo.)UK | US6 Gold · (33 Wo.)US | Erstveröffentlichung: 11. Dezember 1970 Verkäufe: + 500.000 |
| 2021 | John Lennon/Plastic Ono Band (Wiederveröffentlichung) | DE7 (… Wo.)DE | AT6 (… Wo.)AT | CH16 (… Wo.)CH | UK11 (… Wo.)UK | US94 (… Wo.)US | Erstveröffentlichung: 23. April 2021                        |

grau schraffiert: keine Chartdaten aus diesem Jahr verfügbar
Singles

| Jahr | Titel  | Höchstplatzierung, Gesamtwochen/‑monate, AuszeichnungChartplatzierungen (Jahr, Titel, , Platzierungen, Wochen/Monate, Auszeichnungen, Anmerkungen) | Höchstplatzierung, Gesamtwochen/‑monate, AuszeichnungChartplatzierungen (Jahr, Titel, , Platzierungen, Wochen/Monate, Auszeichnungen, Anmerkungen) | Höchstplatzierung, Gesamtwochen/‑monate, AuszeichnungChartplatzierungen (Jahr, Titel, , Platzierungen, Wochen/Monate, Auszeichnungen, Anmerkungen) | Höchstplatzierung, Gesamtwochen/‑monate, AuszeichnungChartplatzierungen (Jahr, Titel, , Platzierungen, Wochen/Monate, Auszeichnungen, Anmerkungen) | Höchstplatzierung, Gesamtwochen/‑monate, AuszeichnungChartplatzierungen (Jahr, Titel, , Platzierungen, Wochen/Monate, Auszeichnungen, Anmerkungen) | Anmerkungen                             |
| Jahr | Titel  | DE | AT | CH | UK | US | Anmerkungen                             |
| ---- | ------ | --- | --- | --- | --- | --- | --------------------------------------- |
| 1970 | Mother | DE26 (10 Wo.)DE | AT9 (2 Mt.)AT | CH3 (11 Wo.)CH | — | US43 (6 Wo.)US | Erstveröffentlichung: 28. Dezember 1970 |
| 1982 | Love   | — | — | — | UK41 (7 Wo.)UK | — | Erstveröffentlichung: 15. November 1982 |

Separat veröffentlichte Singles (ab 2021 auf dem Album enthalten)

| Jahr | Titel               | Höchstplatzierung, Gesamtwochen/‑monate, AuszeichnungChartplatzierungen (Jahr, Titel, , Platzierungen, Wochen/Monate, Auszeichnungen, Anmerkungen) | Höchstplatzierung, Gesamtwochen/‑monate, AuszeichnungChartplatzierungen (Jahr, Titel, , Platzierungen, Wochen/Monate, Auszeichnungen, Anmerkungen) | Höchstplatzierung, Gesamtwochen/‑monate, AuszeichnungChartplatzierungen (Jahr, Titel, , Platzierungen, Wochen/Monate, Auszeichnungen, Anmerkungen) | Höchstplatzierung, Gesamtwochen/‑monate, AuszeichnungChartplatzierungen (Jahr, Titel, , Platzierungen, Wochen/Monate, Auszeichnungen, Anmerkungen) | Höchstplatzierung, Gesamtwochen/‑monate, AuszeichnungChartplatzierungen (Jahr, Titel, , Platzierungen, Wochen/Monate, Auszeichnungen, Anmerkungen) | Anmerkungen                                                 |
| Jahr | Titel               | DE | AT | CH | UK | US | Anmerkungen                                                 |
| ---- | ------------------- | --- | --- | --- | --- | --- | ----------------------------------------------------------- |
| 1969 | Give Peace a Chance | DE4 (29 Wo.)DE | AT2 (4 Mt.)AT | CH4 (10 Wo.)CH | UK2 (18 Wo.)UK | US14 (9 Wo.)US | Erstveröffentlichung: 4. Juli 1969 als Plastic Ono Band     |
| 1969 | Cold Turkey         | — | — | — | UK14 (8 Wo.)UK | US30 (12 Wo.)US | Erstveröffentlichung: 20. Oktober 1969 als Plastic Ono Band |
| 1970 | Instant Karma!      | DE7 (26 Wo.)DE | AT4 (2 Mt.)AT | CH9 (6 Wo.)CH | UK5 (9 Wo.)UK | US3 Gold · (13 Wo.)US | Erstveröffentlichung: 6. Februar 1970                       |

## Verkaufszahlen und Auszeichnungen
| Land/Region               | Auszeichnungen für Musikverkäufe (Land/Region, Auszeichnung, Verkäufe) | Verkäufe |
| ------------------------- | ---------------------------------------------------------------------- | -------- |
| Vereinigte Staaten (RIAA) | Gold                                                                   | 500.000  |
| Insgesamt                 | 1× Gold ·                                                              | 500.000  |

Hauptartikel: John Lennon/Auszeichnungen für Musikverkäufe